# Alpioniscus slatinensis
Alpioniscus slatinensis är en kräftdjursart som beskrevs av Buturovic 1955. Alpioniscus slatinensis ingår i släktet Alpioniscus och familjen Trichoniscidae. Inga underarter finns listade i Catalogue of Life.